# Anita Gradin
Anita Gradin (Hörnefors, Suecia, 12 de agosto de 1933-23 de mayo de 2022) fue una periodista y política sueca. Fue ministra de su país y formó parte de la Comisión Europea, ocupando el cargo de Comisaria Europea de Inmigración, Justicia y Seguridad, siendo la integrante más anciana de la comisión.

## Carrera política
Afiliada al Partido Socialdemócrata de Suecia (SDWP), en 1982 fue nombrada ministra de Inmigración e Igualdad de Oportunidades en el gobierno del primer ministro Olof Palme, ocupando el puesto hasta 1986. Ese año pasó a ocupar el cargo de ministra de Asuntos Exteriores, siendo nombrada por Ingvar Carlsson. Permaneció como ministra hasta 1991 jugando un gran papel en la integración de su país en la Unión Europea.
Entre 1992 y 1994 fue embajadora en Austria y Eslovenia. Con la entrada de su país en la UE fue nombrada miembro de la Comisión Santer en 1995. Abandonó el cargo de 1999, ocupándolo también, de forma interina, en la Comisión presidida por Manuel Marín. Fue sucedida en su cargo por António Vitorino y como comisaria sueca por Margot Wallström.